# Unicharm
Unicharm est une entreprise de fabrication de couche, d'hygiène féminine et de produits d'incontinence, basée au Japon.